# Cattedrale di Oliwa
La basilica arcicattedrale di Danzica-Oliwa (in polacco Bazylika archikatedralna w Gdańsku-Oliwie) è il principale luogo di culto della città di Danzica, in Polonia, e cattedrale dell'arcidiocesi di Danzica. Si trova nel quartiere di Oliwa, fino al 1926 città autonoma. Fu fino all'Ottocento la chiesa di una importante abbazia cistercense fondata nel medioevo e che riuscì a prosperare e sopravvivere per secoli in una regione vicino alla Prussia luterana (fino al tardo settecento l'abbazia fu "legata" e protetta dai Re di Polonia) per poi diventare proprietà dei vescovi di Kulm. Nel 1925 divenne cattedrale dell'allora neonata diocesi di Danzica per la sua grandezza e importanza ma anche per mancanza allora di una grande chiesa cattolica nel centro cittadino (fino al 1945 una città a maggioranza protestante e germanofona dove solo un decimo della popolazione era cattolico).

## Galleria d'immagini

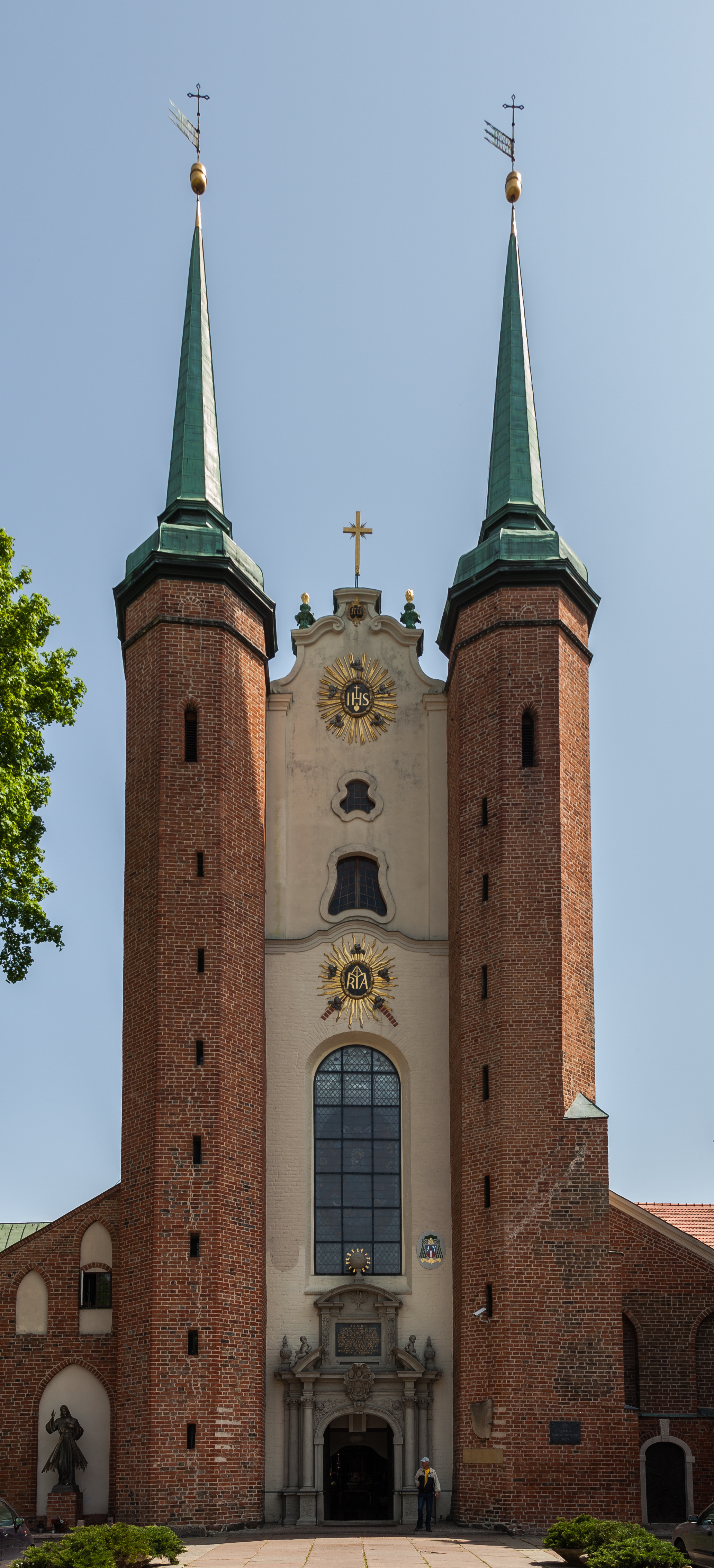
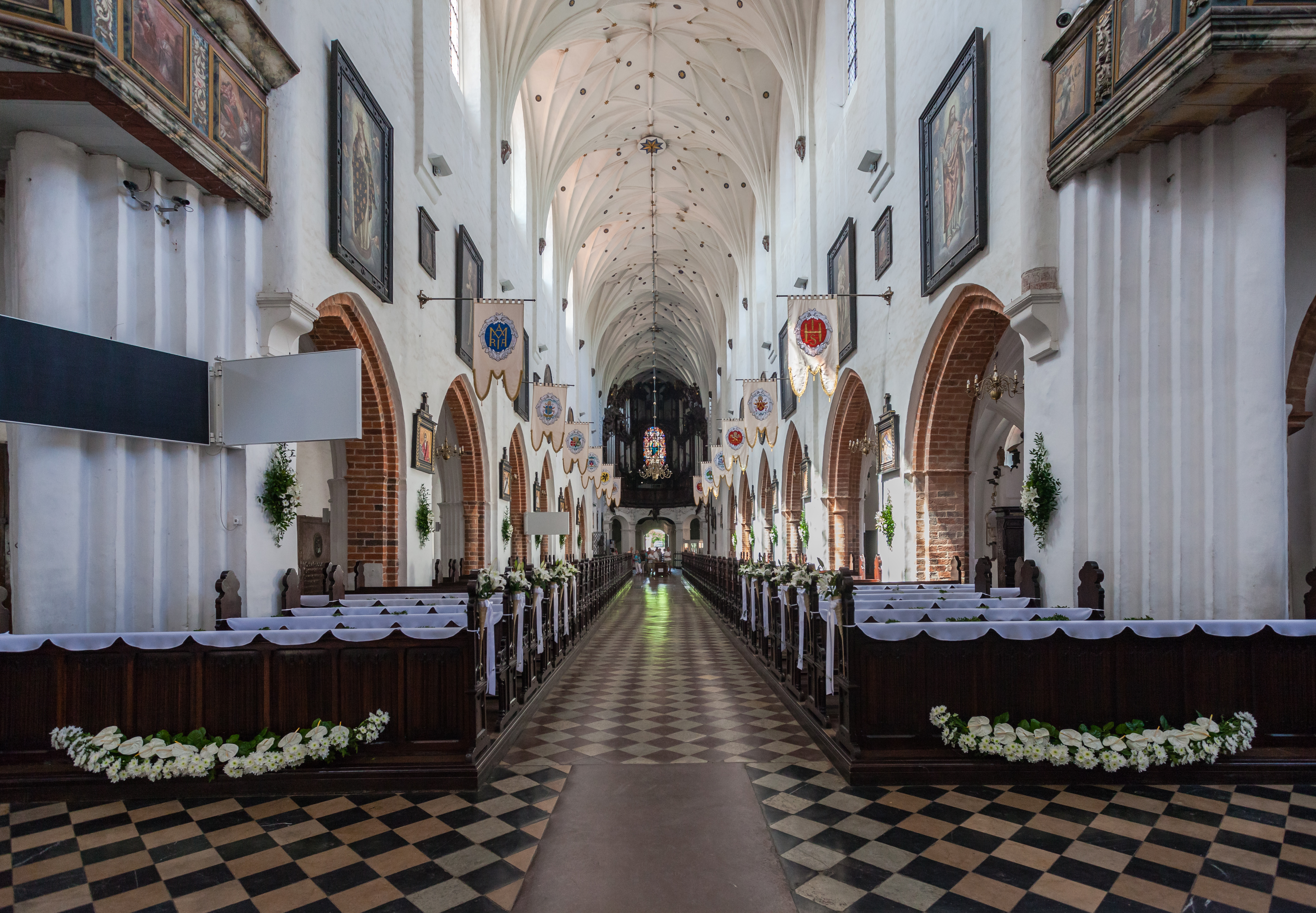
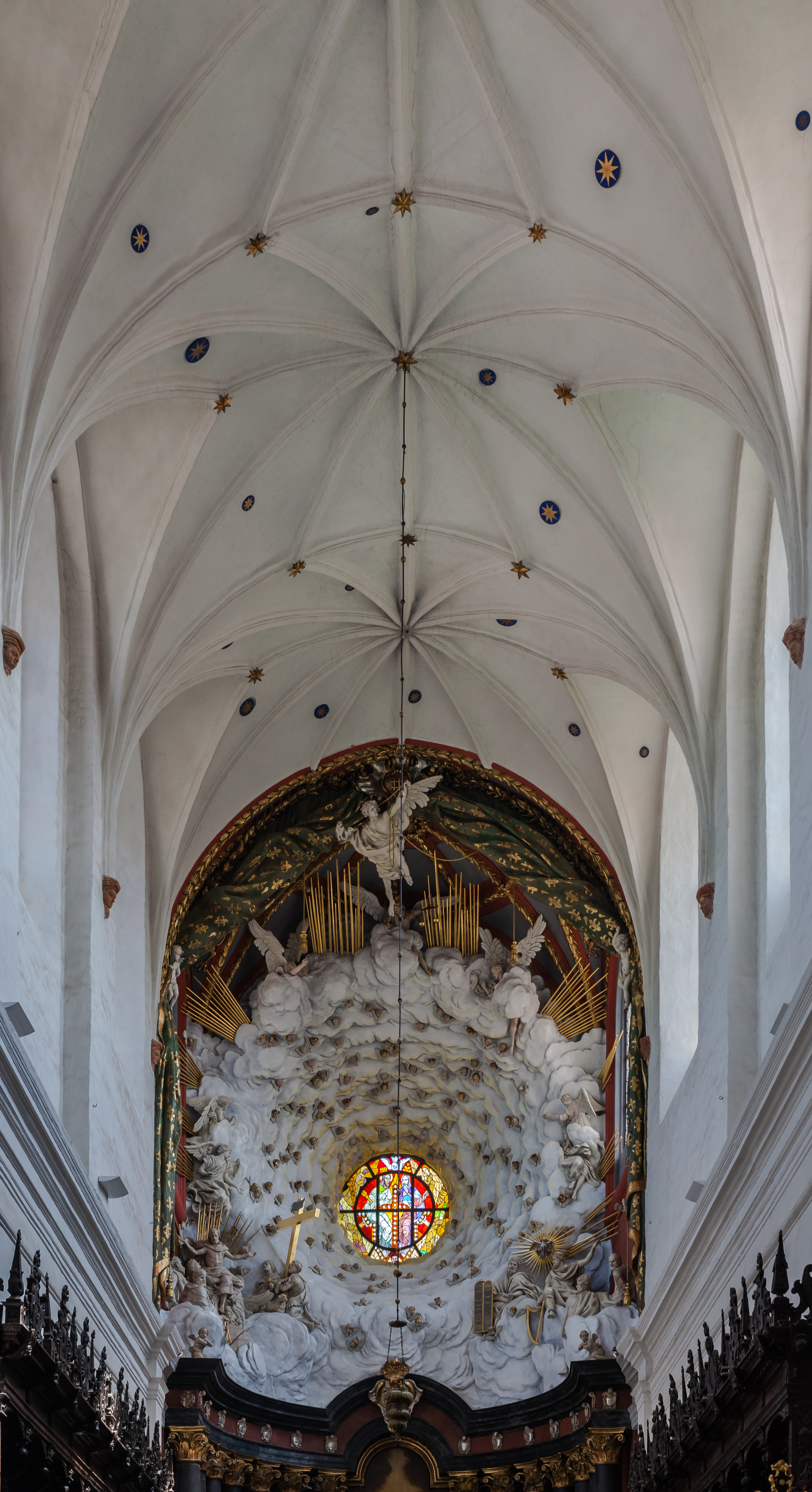
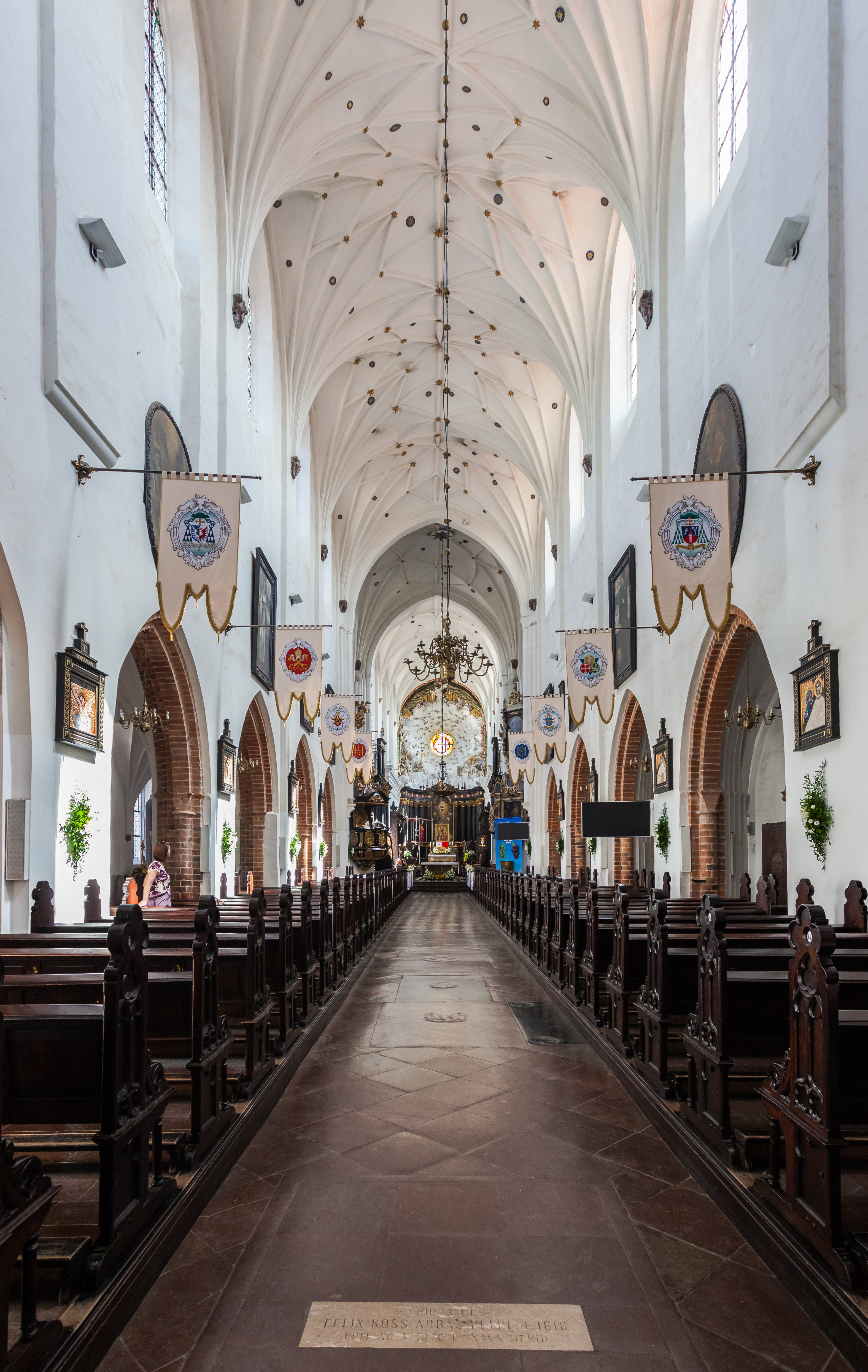
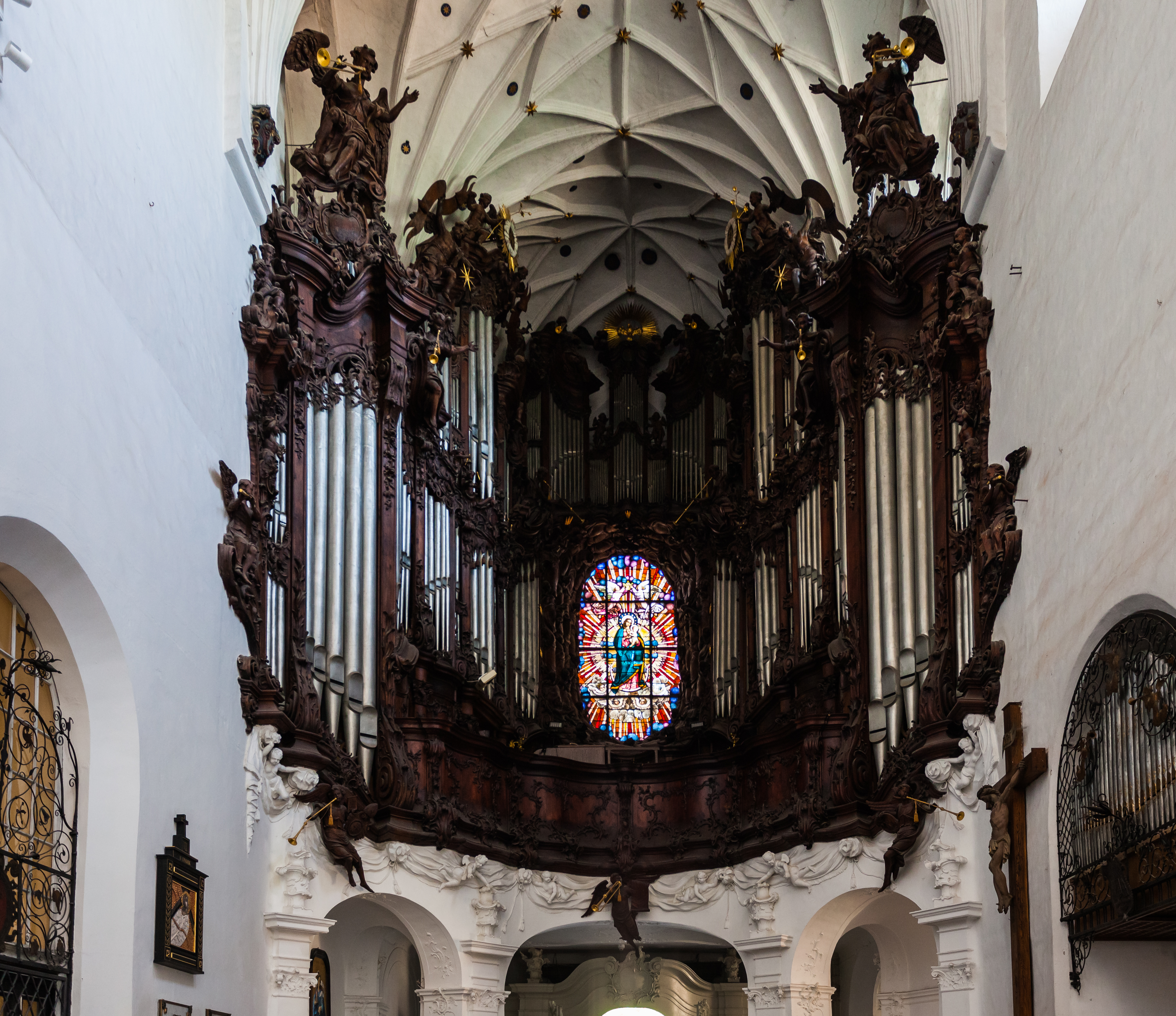